# 울산공설운동장
울산공설운동장(蔚山公設運動場, Ulsan Public Stadium)은 대한민국 울산광역시에 있었던 스포츠 시설이다. 1970년에 개장하였으며, 1990년부터 2002년까지 K리그 울산 현대의 홈 경기장이었으나 2001년 울산문수축구경기장이 개장하여 울산 현대 FC가 홈구장을 이전한 이후 2003년에 철거되었다. 1992년 6월 야간조명이 설치된 뒤 같은 달 20일 대우 로얄즈와 처음으로 홈경기를 치렀다.
한편,  울산문수축구경기장이 2001년에 개장하였으나 2002년 FIFA 월드컵 준비로 인해 2002년 3월과 4월 아디다스컵 경기를 울산공설운동장에서 개최하였으며 2002년 4월 27일 부산 아이콘스와의 경기가 울산 현대의 마지막 홈경기였다.
2003년에 울산공설운동장이 해체되고, 2005년에 울산종합운동장이 건설되었다.

## 참고 문헌
- 〈울산종합운동장〉. 《한국향토문화전자대전》. 한국학중앙연구원.[깨진 링크(과거 내용 찾기)]

## 같이 보기
- 울산종합운동장